# تقاطع مستو

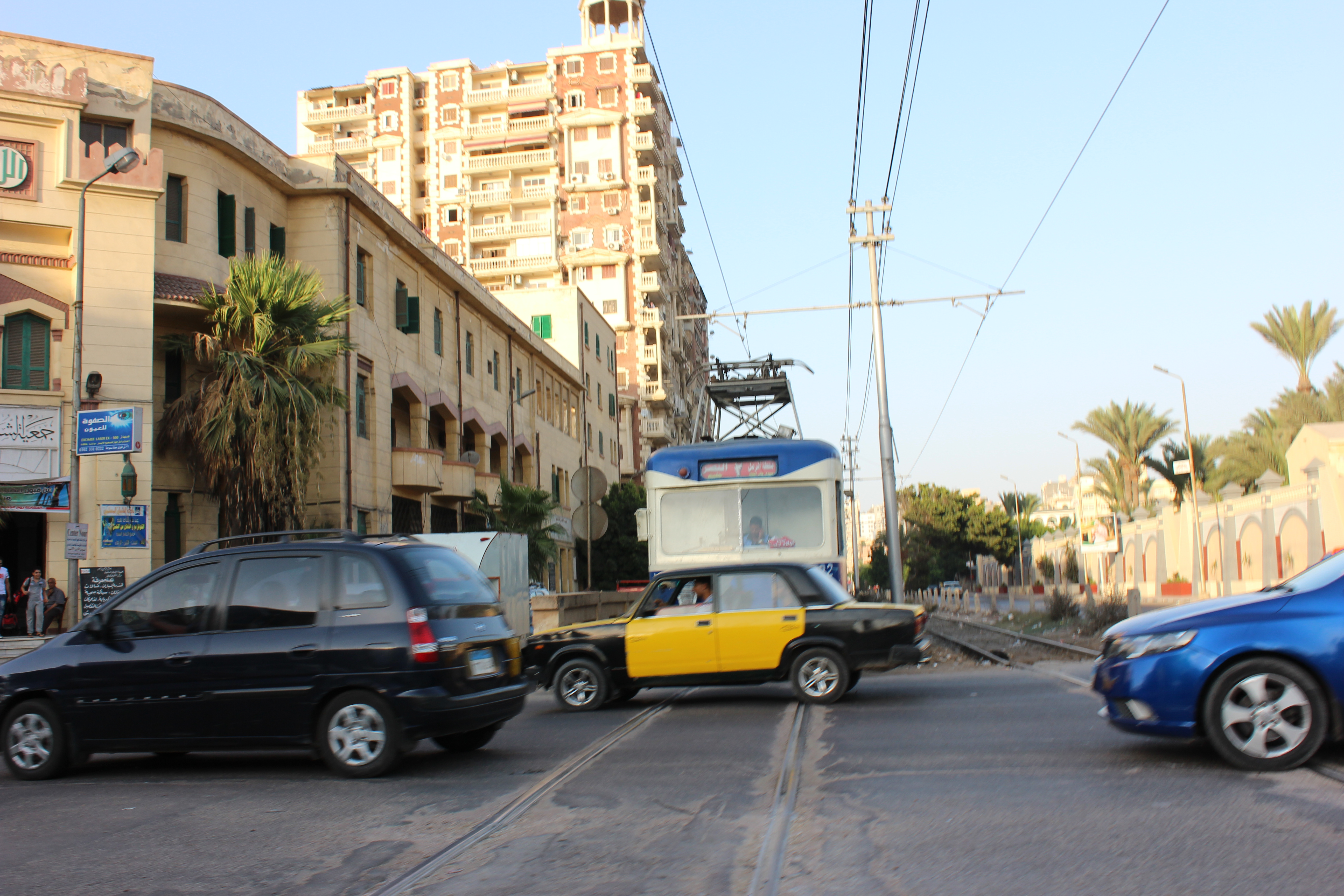
مزلقان ترامواي الأسكندرية.

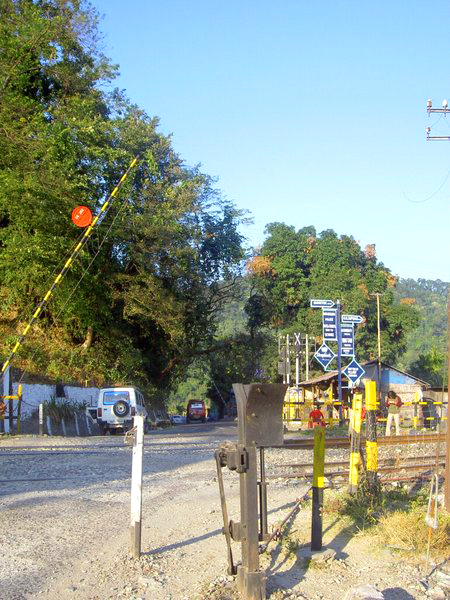
مزلقان يتحكم به باليد في الهند

التقاطع المستوي أو المزلقان (في مصر) أو التقاطع بين خط سكة حديد وطريق هو معبر لعبور المشاة أو السيارات وهو ما يكون سطحيا في نفس المستوى (أي ليس نفقا ولا جسرا).

## إجراءات الأمان
توضع الحواجز وصفارات الإنذار عند معابر السكك الحديدية.

## الحوادث
في عام 2005 لقى خمسة مصرَعهم في مزلقان عين شمس بسب فقدان الوعي لحارس المزلقان وتغافله عن إغلاق المزلقان وقت عبور القطارات، مما أدي إلي تجمع مواطنين أمام وزارة النقل والمواصلات حيث طالبوا في اعتصامهم بإقالة وزير النقل ورئيس هيئة السكك الحديدية.